# Beule
Eine Beule ist eine Vorwölbung oder Vertiefung, die durch verschiedene Ursachen zu Stande kommen kann.
Im engeren Sinne wird eine Gewebeschwellung umgangssprachlich als Beule bezeichnet, wobei hierbei beispielsweise Prellungen, Ödeme oder Hämatome ursächlich sein können. Eiterbildung kann ebenfalls eine Beule (die Eiterbeule, der Furunkel) bewirken, ebenso pflanzliches Exsudat wie beim Beulharz.

## Etymologie
Das westgermanische Wort (mittelhochdeutsch biule, althochdeutsch būlia) beruht (vermutlich wie „Bauch“) auf der indogermanischen Wurzel bhōu-, bhū- oder bh[e]u-, b[e]u- „(auf)blasen, schwellen“. Es ist wohl nicht verwandt mit lateinisch bulla = Blase.